# Drukqs
drukqs – studyjny album brytyjskiego producenta Aphex Twina, wydany 22 października 2001 roku w Wielkiej Brytanii nakładem Warp Records jako podwójny CD. Dzień później wydany został nakładem Warp i Sire Records jako podwójny CD w USA.
Został wydany także jako płyta winylowa.

## Lista utworów
CD 1
1. "Jynweythek" – 2:14
2. "Vordhosbn" – 4:42
3. "Kladfvgbung Micshk" – 2:00
4. "Omgyjya-Switch7" – 4:46
5. "Strotha tynhe" – 2:03
6. "Gwely Mernans" – 5:00
7. "Bbydhyonchord" – 2:21
8. "Cock/Ver10" – 5:17
9. "Avril 14th" – 1:55
10. "Mt Saint Michel + Saint Michaels Mount" – 8:02
11. "Gwarek2" – 6:38
12. "Orban Eq Trx 4" – 1:27
13. "Aussois" – 0:07
14. "Hy A Scullyas Lyf Adhagrow" – 2:09
15. "Kesson Daslef" – 1:18

CD 2
1. "54 Cymru Beats" – 5:59
2. "Btoum-Roumada" – 1:56
3. "Lornaderek" – 0:30
4. "QKThr" – 1:20
5. "Meltphace 6" – 6:14
6. "Bit 4" – 0:18
7. "Prep Gwarlek 3b" – 1:13
8. "Father" – 0:51
9. "Taking Control" – 7:08
10. "Petiatil Cx Htdui" – 2:05
11. "Ruglen Holon" – 1:45
12. "AFX237 v.7" – 4:15
13. "Ziggomatic 17" – 8:28
14. "Beskhu3epnm" – 1:58
15. "Nanou2" – 3:22